# Portland International Raceway

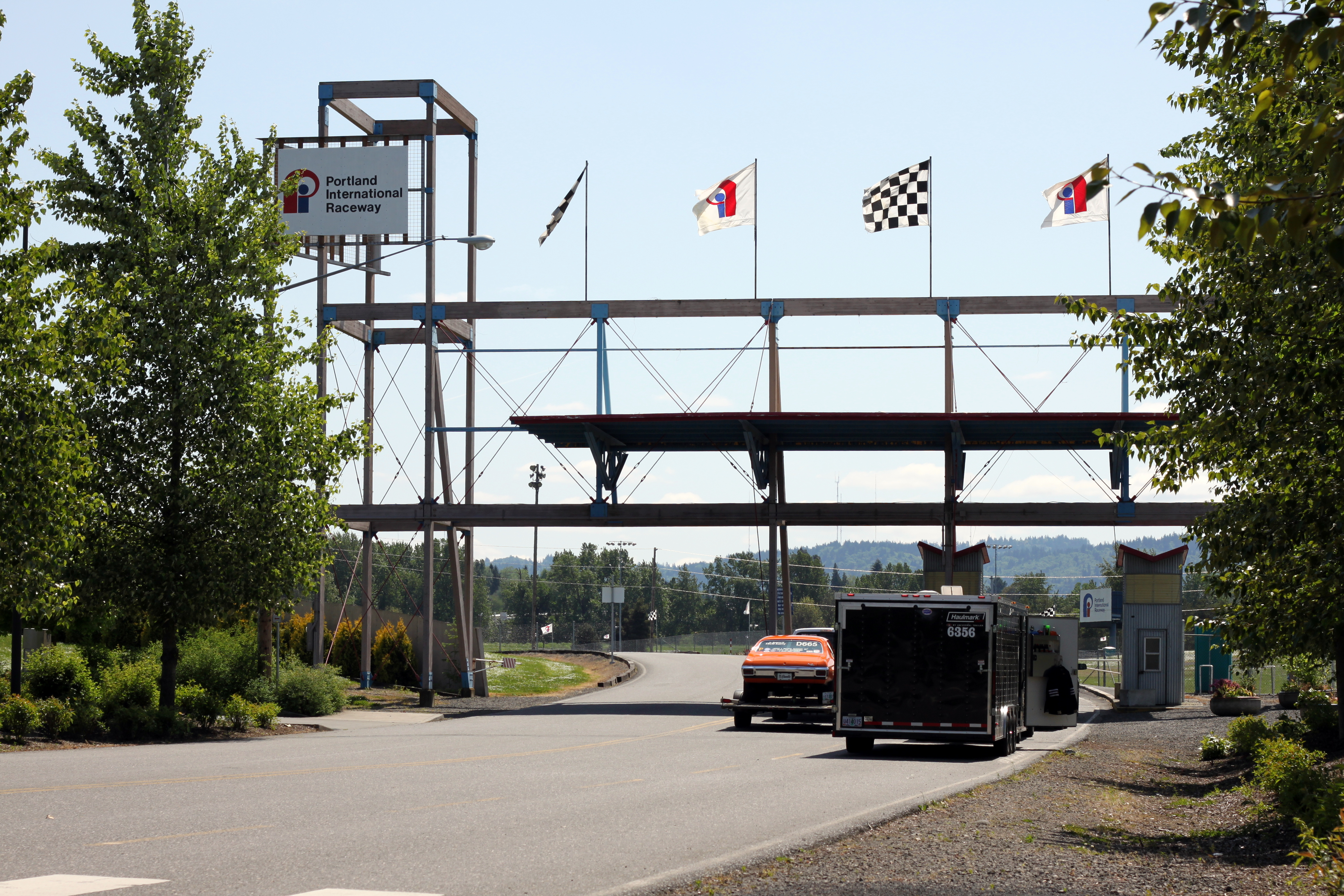
Acesso ao Portland International Raceway

Portland International Raceway é um autódromo localizado na cidade de Portland, nos Estados Unidos.
O circuito é quase totalmente plano e no sentido horário, podendo ser modificado em dois traçados. Foi criado sobre a antiga localização da cidade de Vanport, destruída em 1948 quando um dique do Rio Columbia se rompeu e inundou a cidade. As primeiras provas ocorreram nas ruas da cidade velha, em 1961. Na decada de 1970 o circuito foi totalmente pavimentado.
Entre 1984 e 2007 hospedou o Grand Prix of Portland da então CART, depois chamada de Champ Car. Outras categorias que ali correram estão a Camping World Truck Series e a American Le Mans Series. Está desde 2018 de volta no calendário da Indycar. E desde 2023 faz parte do calendário da Fórmula E.
Reformada, foi reaberta em 23 de fevereiro de 2008.